# Philippe Curbelié
Philippe Curbelié (Neuilly-sur-Seine], 13 de agosto de 1968) é um clérigo católico romano francês, dogmático e professor universitário. É Subsecretário do Dicastério para a Doutrina da Fé desde 2022.

## Biografia
Philippe Curbelié estudou filosofia e teologia católica e recebeu o sacramento da ordenação para a Arquidiocese de Toulouse em 30 de abril de 1995. Na Pontifícia Universidade Gregoriana de Roma obteve a licenciatura em filosofia e o doutorado em teologia dogmática. Na Arquidiocese de Toulouse foi vigário paroquial e diretor espiritual do Séminaire Universitaire Pie XI. e o Seminário de São Cipriano. Foi Professor de Teologia Dogmática no Universidade Católica de Toulouse, onde também foi Decano da Faculdade Teológica de 2009 a 2012. Ele também leciona no Institut d'Études Augustiniennes da Sorbonne e na Gregoriana de Roma. Foi assessor da Santa Sé para a avaliação e promoção da qualidade das universidades e faculdades eclesiásticas na agência AVEPRO . Desde 2012 trabalha na Cúria Romana como responsável pelo escritório do Dicastério para a Cultura e a Educação.
Entre 2012 e 2022 trabalhou no Dicastério para a Cultura e a Educação, onde foi chefe de gabinete desde 2014.
É o postulador da causa de beatificação de Pauline Jaricot.
Em 6 de julho de 2022, o Papa Francisco nomeou-o Subsecretário do Dicastério para a Doutrina da Fé. O Papa Francisco também o nomeou arcebispo titular de Utica em 29 de julho de 2024 .Sendo o ordenate principal o Cardeal Víctor Manuel Fernández e coordenates Dermot Pius Farrell, Arcebispo de Dublin e Guy André Marie de Kerimel de Kerveno, Arcebispo de Toulouse